# Prawo Grassmanna (językoznawstwo)
Prawo Grassmanna – prawo głosowe sformułowane przez niemieckiego matematyka i indoeuropeistę Hermanna Günthera Grassmanna, opisujące utratę przydechu w pierwszej z dwóch występujących po sobie dźwięcznych spółgłoskach aspirowanych [bʰ dʰ gʰ], która zachodzi w językach indoirańskich oraz w języku greckim.
W języku pragreckim dźwięczne spółgłoski przydechowe [*bʰ *dʰ *gʰ] rozwinęły się odpowiednio w bezdźwięczne głoski przydechowe [*pʰ *tʰ *kʰ], tak że Prawo Grassmanna obejmuje w klasycznym języku greckim spółgłoski bezdźwięczne. Dla przykładu archaicznemu greckiemu wyrazowi ΘΥΦΛΌΣ [tʰypʰ'lɔs] ('ślepy') odpowiada w klasycznym języku greckim 'τυφλός' [typʰ'lɔs], gdzie przedklasyczne Θ/ϑ [tʰ] w nagłosie przeszło w τ [t] przed Φ/φ [pʰ]. 

## Zapis formalny
Dʰ[...]Dʰ > D[...]Dʰ
Gdzie: Dʰ = dźwięczna spółgłoska przydechowa; D = dźwięczna spółgłoska nieaspirowana.